# Braulio Henao Duque
Braulio Henao Duque (El Retiro, 26 de marzo de 1802-Sonsón, 26 de septiembre de 1902) fue un político y militar colombiano, que tuvo una destacada participación en las guerras civiles de Colombia durante el siglo XIX. 

## Biografía
Nació en la vereda La Leona, en la población de El Retiro, en marzo de 1802, cuando aún formaba parte del Virreinato de la Nueva Granada. Octavo de dieciséis hijos de los campesinos Nicolás Henao González y Javiera Duque Giraldo, inició su carrera militar a los 18 años como soldado en el bando independentista durante la Guerra de Independencia de Colombia.
En la independencia participó de las batallas de Chorros Blancos, de Ciénega, y de Santa Marta, en esta última donde ya tiene el grado de Sargento. Bajo las órdenes del general Mariano Montilla participó en la campaña de Panamá, donde obtiene el grado de teniente. En 1828, ya con el grado de general, se establece en Sonsón, con el fin de dedicarse a la agricultura y la minería. En 1829 José María Córdova lo llama a participar de su revuelta contra el gobierno de Simón Bolívar; pese a que intentó convencer a Córdova de dejar sus intenciones, finalmente aceptó el cargo de capitán de los rebeldes. Después de derrotado Córdova a manos de las tropas de Daniel Florencio O'Leary, huyó a Sonsón.
En 1839 vuelve a las filas militares, por encargo de Eusebio Borrero, quien lo manda a reprimir el alzamiento contra el gobierno de José Ignacio de Márquez del general Salvador Córdova, hermano de su antiguo jefe, el cual dio inicio a la Guerra de los Supremos. Por su actuación en esta guerra, en que derrotó a los rebeldes de José María Vezga en Salamina, fue ascendido al rango de coronel. En la revolución de 1854 fue el comandante de las Fuerzas Armadas en Antioquia, contra el gobierno de José María Melo, triunfando en el combate de Bosa. En 1856 se convirtió en jefe de la Guardia de Antioquia, durante la administración de su amigo, Rafael María Giraldo Zuluaga.
En las Guerra de las Soberanías participó junto con Pedro Justo Berrío Rojas en las fuerzas que defendían al gobierno de Mariano Ospina Rodríguez contra los rebeldes de Tomás Cipriano de Mosquera; aunque venció en las batallas de Santo Domingo y de Carolina a la invasión que intentaron desde el norte los liberales costeños bajo las órdenes de Juan José Nieto, Henao cayó derrotado ante las tropas de Mosquera en el combate de Villamaría, cerca de Manizales, lo cual significó el sometimiento del gobierno de Antioquia. Tuvo su última actuación militar en las Guerra de las Escuelas, en las que los conservadores se rebelaron contra el gobierno del radical Aquileo Parra, como comandante general del ejército del Estado Soberano de Antioquia, por designación del presidente Recaredo de Villa. Después de esta guerra se retiró de la vida pública, aunque siguió siendo un jefe importante del conservatismo en Antioquia.
Durante el gobierno de Pedro Justo Berrío fue destituido ya que los conservadores radicales le culparon de la victoria de Mosquera en la guerra de 1860, y del fracaso de la insurrección contra el presidente José Hilario López. Fue alcalde de Sonsón en tres ocasiones: en 1829, en 1839 y en 1860; así mismo, fue Senador en 1849.
Casado en 1830 con Rita Jaramillo Gutiérrez, hija de José María Jaramillo y de Sacramento Gutiérrez Robledo, murió en Sonsón en 1902, a los 100 años de edad.